# گردباد زندگی
گردباد زندگی فیلمی به کارگردانی نظام فاطمی و نویسندگی نظام فاطمی، پرویز نوری و جمال امید محصول سال ۱۳۴۷ است.

## بازیگران
- جلال مقامی
- طاهره غفاری
- کامی کسروی
- عدیله اشراق
- محمدتقی کهنمویی
- ناصر جک لرد
- گیتی فروهر
- حسین اشراق
- نعمت اله گرجی
- یاسمین لینا
- مرضیه
- منوچهر فرزانه